# Who Owns My Heart
Who Owns My Heart è un singolo della cantante statunitense Miley Cyrus, pubblicato il 20 settembre 2010

## Video musicale
Il video di Who Owns My Heart, girato e agosto 2010. da Robert Hales in un edificio situato a Rochester Hills nel Michigan, mostra la Cyrus in 3 diverse situazioni: il risveglio nella sua camera da letto, nel bagno per prepararsi ad uscire, e ballando ad una festa.

## Tracce
CD singolo (Promo)
1. Who Owns My Heart – 3:34

CD singolo/download digitale
1. Who Owns My Heart – 3:34
2. Forgiveness and Love – 3:28

Download digitale (Australia)
1. Who Owns My Heart – 3:34
2. Who Owns My Heart (Video) – 3:40

EP (Germania)
1. Who Owns My Heart – 3:34
2. Forgiveness and Love – 3:28
3. Who Owns My Heart (Video) – 3:40

## Classifiche
| Classifica (2010) | Posizione massima |
| ----------------- | ----------------- |
| Austria           | 35                |
| Belgio (Fiandre)  | 52                |
| Germania          | 24                |
| Russia            | 15                |
| Ucraina           | 42                |